# رينالدو أريناس
رينالدو أريناس (16 يوليو 1943 - 7 ديسمبر 1990)، هو شاعر وروائي وكاتب مسرحي كوبي، رغم تعاطفه المبكر مع فيدل كاسترو وثورة 1959، انتقده ثم تمرد ضد الحكومة الكوبية.

## السيرة الداتية
ولد أريناس في الريف الكوبي، في بلدة «أغواس كلاراسAguas Claras»، مقاطعة هولغوين، كوبا، وانتقل بعد ذلك إلى مدينة هولغوين. في عام 1963، انتقل إلى العاصمة هافانا للالتحاق في كلية التخطيط وبعد ذلك، في كلية الآداب في «جامعة لا هاباناUniversidad de La Habana»، حيث درس الفلسفة والأدب دون استكمال الشهادة.
وفي السنة التالية، بدأ العمل في المكتبة الوطنية خوسيه مارتي. في حين كان هناك، لوحظت موهبته وحصل على جوائز في سيريلو فيلافيردي المسابقة الوطنية التي عقدها الاتحاد الوطني للكتاب والفنانين الكوبيين.
على الرغم من حياته القصيرة والمصاعب التي فرضت خلال سجنه، أنتج أريناس مجموعة كبيرة من العمل. بالإضافة إلى الجهود الشعرية الكبيرة ("El Central", "Leprosorio")، بنتاغونيا هو مجموعة من خمس روايات التي تشكل "secret history" لكوبا ما بعد الثورة.

## من مؤلفاته المترجمة للعربية
- الغناء من البئر (رواية).

## روابط خارجية
- رينالدو أريناس على موقع IMDb (الإنجليزية)
- رينالدو أريناس على موقع الموسوعة البريطانية (الإنجليزية)
- رينالدو أريناس على موقع مونزينجر (الألمانية)
- رينالدو أريناس على موقع إن إن دي بي (الإنجليزية)
- رينالدو أريناس على موقع قاعدة بيانات الفيلم (الإنجليزية)